# Chris Walker
Chris Walker (1977-2013) é um personagem fictício da série de jogos Outlast, dublado por Chimwemwe Miller. Foi policial militar e soldado do Exército dos Estados Unidos. Chris possui habilidades atléticas incríveis para seu tamanho, podendo correr tão rápido quanto Miles (protagonista). Também possui uma inteligência boa para detecção de intrusos usando a sua audição, inclusive mesmo na escuridão. Teve aparição em Outlast e Outlast: Whistleblower.

## História
Chris nasceu em 1977. Participou da Guerra do Afeganistão e foi torturado várias vezes lá. Em 2008, Chris estava trabalhando como guarda vigia em câmeras de segurança numa clínica psiquiátrica, até dois membros da Corporação Murkoff interrogarem com Walker para saberem como estava a segurança no local. Chris então mostra a atividade dos pacientes e conta como assistia todas as seções de terapia para garantir a segurança do local. Ele também conta que se sentia orgulhoso por ter uma vez salvo um médico de ser atacado por um paciente conhecido como Omar Abdul Malik. No término, Walker detona a sala das câmeras e começa a decapitar cabeças de pessoas misteriosamente para colecioná-las em estantes e armários de sua casa. Os mesmos agentes que conversaram com Walker na sala de segurança vão até sua casa no desconfio da destruição das câmeras de segurança. Lá os dois percebem os assassinatos e encontram um quarto com um porquinho de pelúcia de Walker. Chris encontra-os na sala, e o seu único diálogo é "Little Pig!" (porquinho), então começa a atacá-los. Embora Chris tenha tido levado um tiro no rosto, ele continua atacando violentamente os corporativos. Assim, Walker é levado para o Asilo de Monte Massive, no Colorado, para que receba os devidos cuidados e ser tratado.
Sua primeira consulta foi em 28 de janeiro de 2011. Chris apresentava sérios problemas de auto-mutilação, chegou até mesmo a retirar a sua própria testa pois alegava que tinha um terceiro olho, além também de acreditar que melhorava a sua visão noturna. Igualmente aos outros pacientes, Walker sofreu experimentos nazistas ilegais, assim se parecendo com um monstro. Por causa da rebelião, Chris se tornou um dos pacientes que mais mataram médicos e agentes da Corporação Murkoff, chegando a ter muito do sangue de lá em suas mãos. No jogo, a sua primeira aparição fica no 2º andar no Bloco de Administração, onde acaba jogando Miles pelo vidro. Por causa do acontecimento anterior, Walker apelida Miles de "Little Pig" durante o jogo. Durante várias partes, Chris persegue Miles diretamente, com exceção dos lugares onde ele não consegue entrar mas que Miles consegue. Tempo depois, no laboratório subterrâneo, Chris finalmente consegue capturar Miles e o joga contra a parede, mas acaba sendo impedido por Walrider, que o mata brutalmente através de um tubo de ventilação.

## Versões
Nas primeiras versões de Outlast, Chris Walker deveria ser um paciente desnutrido com costuras em todo o corpo. Porém, os desenvolvedores decidiram criar um personagem com características físicas únicas. Então puseram ele com um aspecto mais com os dos soldados do exército americano. Mas, para mantê-lo um aspecto assustador, reduziram os músculos e o engordaram.